# XS All Areas - The Greatest Hits
XS All Areas - The Greatest Hits, är ett samlingsalbum av den brittiska boogierockgruppen Status Quo. Skivan innehåller hits från hela bandets karriär plus två helt nyinspelade låtar: You'll Come 'Round och Thinking Of You.

## Låtlista CD1
1. Caroline (Rossi/Young) 4:20
2. Down Down (Rossi/Young) 3:40
3. Paper Plane (Rossi/Young) 2:55
4. Big Fat Mama (Rossi/Parfitt) 4:54
5. Roll Over Lay Down(Rossi/Parfitt/Lancaster/Coghlan/Young) 5:40
6. Softer Ride (Parfitt/Lancaster) 4:05
7. Don't Waste My Time (Rossi/Young) 4:21
8. Little Lady (Parfitt) 3:03
9. Mystery Song (Parfitt/Young) 3:57
10. Rain (Parfitt) 4:35
11. Break The Rules (Rossi/Parfitt/Lancaster/Coghlan/Young) 3:40
12. Something About You Baby I Like (Supa) 2:41
13. Hold You Back (Rossi/Parfitt/Young) 4:31
14. Rockin' All Over The World (Fogerty) 3:36
15. Whatever You Want (Parfitt/Bown) 4:02
16. Don't Drive My Car (Parfitt/Bown) 4:14
17. Again And Again (Parfitt/Bown/Lynton) 3:41
18. Forty Five Hundred Times (Rossi/Parfitt) 7:42
19. All Stand Up (Rossi/Young) 4:10

## Låtlista CD2
1. You'll Come 'Round (Rossi/Young) 3:27
2. Thinking Of You (Rossi/Young) 3:57
3. Jam Side Down (Rossi/Young) 3:28
4. Creepin Up On You (Parfitt/Edwards) 5:03
5. Down The Dustpipe (Groszmann) 2:23
6. Pictures Of Matchstick Men (Rossi) 3:12
7. Ice In The Sun (Scott/Wilde) 2:12
8. In My Chair (Rossi/Young) 3:11
9. Gerdundula (James/Manston) 3:22
10. Wild Side Of Life (Carter/Warren) 3:16
11. Rock n' Roll (Rossi/Frost) 4:04
12. What You're Proposin' (Rossi/Frost) 4:17
13. The Wanderer (Maresca) 3:28
14. Livin On An Island (Parfitt/Young) 3:47
15. Marguerita Time (Rossi/Frost) 3:28
16. In the Army Now (Bolland) 4:42
17. When You Walk In The Room (DeShannon) 3:04
18. Burning Bridges (Rossi/Bown) 4:21
19. Fun Fun Fun (Love/Wilson) 4:05
20. Old Time Rock and Roll (Jackson/Jones) 2:59
21. Anniversary Waltz Part 1 (Bartholomew/Berry/Blackwell/Collins/Hammer/King/Lee/Maresca/Penninman/Traditional) 5:32